# Estación de Tarongers
Tarongers - Ernest Lluch (anteriormente Tarongers) es una estación de las líneas 4 y 6 de Metrovalencia. Fue inaugurada el 21 de mayo de 1994. Se encuentra en la avenida de los Naranjos frente al número 21, en el barrio de La Carrasca (distrito de Algirós). Es una de las tres paradas de tranvía que prestan servicio a los campus universitarios que la  -Universitat Politècnica de València y Universitat de València tienen en la zona. Dispone de un bucle de retorno por el cual pueden dar la vuelta los tranvías de la línea 6 que finalizan el servicio en esta estación.
En el año 2022, Metrovalencia cambió el nombre de la estación a "Tarongers - Ernest Lluch" en homenaje a este catedrático que fue asesinado por la ETA.